# 오늘학교
오늘학교는 아테나스랩 주식회사에서 2020년 9월에 출시한 애플리케이션이다. 프람피 아카데미의 모바일 앱으로서 주요한 기능으로는 자동 시간표, 학원 검색 기능 등을 제공한다.

## 기능

### 자동 시간표
학교와 반 정보 입력만으로 학교 시간표를 자동으로 표기해주는 기능을 제공한다. NEIS의 공공 데이터를 활용한 기능이다.

### 오늘의 일정, 급식
자동 시간표와 마찬가지로 NEIS의 공공 데이터를 활용한 기능. 학교와 반 정보 입력 시 자동으로 제공되는 학사 일정 외에도 개인 학업 일정 등을 입력할 수 있고, 알림과 메모 기능 등을 통해 관리가 가능하다.

### 익명 수다방
간단한 본인 인증 절차를 거치면 게시글 작성이 가능해지는 익명 수다방 기능. 학생과 학부모 커뮤니티가 본인 인증 시점부터 완전히 구별되어, 동질성을 가진 그룹끼리의 정보 공유가 가능하다.

## 교육 정보

### 학원 검색
2020년 11월 기준으로, 전국 12만 5천여개의 학원 정보와 7만개가 넘는 평가 정보를 제공한다. 자신이 원하는 대로 지역별, 분야별 필터 검색이 가능하며 해당 학원의 '수강 정보', '시설 및 편의사항', '수업 및 반 편성 정보'부터 '진학 실적', '이 학원 학생들이 많이 다니는 학교', '학원 평가 및 후기' 등의 정보 또한 확인이 가능하다.
진학률을 기반으로 한 전국 단위, 지역별 '학교 순위', '진학 정보', '서울대 합격자 수', '학습 환경', '많이 다니는 학원' 등의 정보들을 제공한다.